# Synedrium
Synedrium (eller synedri) er den latinske form af oldgræsk: συνέδριον, synédrion, som betyder forsamling. På hebraisk anvendes ordet Sanhedrin.
Synedriet var et råd over hele den hellenistiske verden. På Jesu tid var det navnet på den øverste jødiske domstol og omtales i Det Ny Testamente som Det Store Råd. Rådet havde 70 medlemmer og var ledet af en saddukæisk ypperstepræst (Apostlenes Gerninger 5,17) og en farisæisk vicepræsident (Apostlenes Gerninger 23,6).
Rådet beskæftigede sig med religiøse forhold og med politik og samfund, og det opløstes ved Jerusalems ødelæggelse i 70 e.Kr.
Synedriets rolle i forbindelse med Jesu domfældelse og død er omtalt i Matthæus 26,59, Markus 14,55 og Markus 15,1.
| Religion | Spire Denne religionsartikel er en spire som bør udbygges. Du er velkommen til at hjælpe Wikipedia ved at udvide den. |